# Beleg van Maastricht (1632)
Het Beleg van Maastricht door Frederik Hendrik in 1632 vond plaats tijdens de Tachtigjarige Oorlog, in de periode van 9 juni tot en met 22 augustus 1632.

## Voorgeschiedenis
Frederik Hendrik wist in juni 1632 zonder al te veel moeite de steden Roermond, Sittard en Venlo op de Spanjaarden te heroveren. Hoewel Maastricht ver in het door de Spanjaarden bezette zuidelijke gebied lag, dacht hij de stad te kunnen veroveren, mede dankzij steun van de lokale bevolking.
Ingenieur Pieter de Perceval, kwartiermeester-generaal van Frederik Hendrik, maakte al voor het beleg een uitgebreide studie van hoe de aanval moest worden uitgevoerd.

## Het beleg

Schipbrug op de Maas (linksboven) en hoofdkwartier Frederik Hendrik op de Dousberg (rechtsonder)

Op 9 juni 1632 kwam Frederik Hendrik met Staatse leger, 4000 cavaleristen en 17000 man infanterie (bestaande uit o.a. Franse, Waalse, Engelse en Schotse huurtroepen) bij Maastricht aan. Het hoofdkwartier van de bevelhebber Frederik Hendrik lag op de Dousberg, aan de westkant van de stad. Ten zuiden daarvan had zijn neef graaf Hendrik Casimir I van Nassau-Dietz met zijn Friezen een kamp opgeslagen op de Cannerberg. Troepen onder bevel van kolonel Pinsen van der Aa bezetten langs de Maas de Sint-Pietersberg. De compagnie van kapitein Nicolaas van Brederode sloeg zijn kamp op voor de Boschpoort, aan de noordwestkant van de stad. De graaf Van Limburg Stirum en zijn cavalaristen waren gelegerd nabij Borgharen. Willem en Johan Maurits van Nassau-Siegen omsingelden Wyck. Bij Borgharen en bij Sint-Pieter lagen schipbruggen over de Maas.

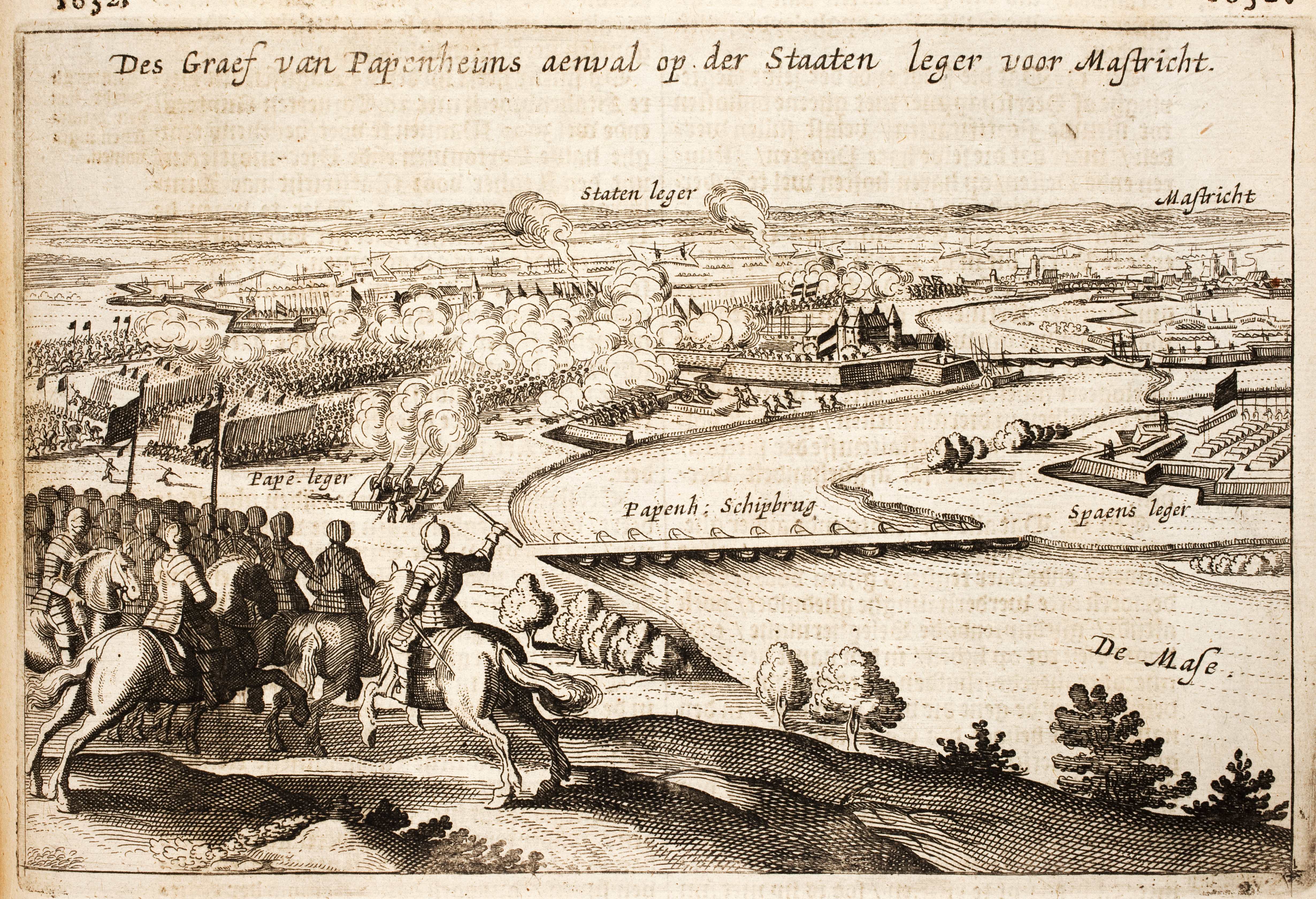
Pappenheims tegenaanval

Doordat de gouverneur van Maastricht, Claude van Lannoy, op dat moment een veldtocht voerde in Duitsland, werd het bevel over de vesting waargenomen door de gouverneur van Limburg en Overmaas, Willem Bette van Lede. Net als tijdens het beleg van 1579 vocht de bevolking mee met het 3.000 man sterke garnizoen, in dit geval echter aan de zijde van de Spanjaarden. Gedurende het beleg werden door Spanje twee legers gezonden om Maastricht te ontzetten. 
Op 2 juli 1632 arriveerde een Spaans ontzettingsleger van 18.000 man infanterie en 6.000 cavalerie onder leiding van Don Gonzalo de Córdoba. Deze sloeg zijn versterkte kampement op ruime afstand van de circumvallatielinie op in Neerharen, op de linker (westelijke) Maasoever, met vooruit geschoven versterkingen ter hoogte van de Abdij van Hocht, ten noorden van Smeermaas. Córdoba had weinig ervaring met veldslagen te land. Op verschillende schermutselingen in het veld na heeft hij geen serieuze poging ondernomen om de zeer sterke linies van Frederik Hendrik te doorbreken. 
Op de rechter (oostelijke) Maasoever arriveerde enkele weken later een tweede Spaans ontzettingsleger: 12.000 man infanterie en 4.000 cavalerie onder leiding van de Duitse legeraanvoerder Pappenheim. Deze heeft tevergeefs getracht de Staatse circumvallatielinie bij Amby te doorbreken. Daar vond op 17 augustus een bloedige strijd plaats, die van 's middags tot tegen de avond duurde. Pappenheim verloor tijdens deze slag veel manschappen en zijn beste officieren, en werd gedwongen zich terug te trekken.
De strijd om de vesting duurde nog tot 21 augustus. Omdat er toen bij de Brusselsepoort een bres geslagen was in de verdediging, dwong de bevolking - de vele doden en plunderingen van 1579 indachtig - Bette van Lede tot onderhandelen over een wapenstilstand. De volgende dag, op 22 augustus, werd de overgave getekend. Het garnizoen mocht eervol, met vliegende vaandels en slaande trom, de stad verlaten via de Boschpoort. Min of meer tezelfdertijd trok de overwinnaar langs de Lenculenpoort  (Tongersepoort) de stad binnen. De bevolking werd conform het krijgsrecht ditmaal ongemoeid gelaten. Volgens de geschiedschrijvers was de overwinning van de Staatse krijgsmacht voor een groot deel te danken aan de inzet van Frederik Hendrik zelf, die persoonlijk de 'Nederlandse' troepen aanvoerde. De aanvankelijke passiviteit van Córdoba en de slechte coördinatie tussen Córdoba en Pappenheim zal er ook niet vreemd aan zijn geweest.

## Gevolgen van het beleg
De Tweeherigheid van Maastricht bleef ook na de verovering door Frederik Hendrik bestaan. De Staatse (protestantse) Republiek der Zeven Verenigde Nederlanden nam in het stadsbestuur de positie over van de Brabantse (katholieke) hertog en respecteerde het eeuwenoude condominium met de bisschop van Luik. De vredesvoorwaarden gaven protestanten en katholieken dezelfde rechten, dus beide groepen kregen volledige godsdienstvrijheid. Als gevolg van de bestaande pariteit tussen de Brabantse en Luikse bevolkingsgroepen, voorheen allebei katholiek, nu enerzijds protestants en anderzijds katholiek, kregen de protestanten ondanks hun veel kleinere aantal twee van de vier parochiekerken toegewezen: de Sint-Janskerk en de Sint-Matthiaskerk. De daar kerkende katholieke parochies moesten verhuizen naar respectievelijk de veel kleinere Sint-Jacobskapel in de Sint-Jacobsstraat en de Sint-Catharinakapel aan de Boschstraat. Sancties tegenover katholieken die de Spanjaarden voor en tijdens het beleg hadden gesteund, bleven beperkt.
Na de inname van Maastricht zou de stad nog herhaaldelijk bedreigd worden door Spaanse troepen (o.a. het beleg door De Moncada, 1634), maar zij zou nooit meer door de Spanjaarden worden heroverd. Wel werd in 1638 daartoe van binnenuit een poging ondernomen, gesteund door een aantal Maastrichtse geestelijken (Verraad van Maastricht, 1638).

## Trivia
- Na de verovering van Maastricht door Frederik Hendrik moest de militaire gouverneur in Spaanse dienst, Claude de Lannoy de La Motterie (1578-1643) wijken voor de Staatse gouverneur Frederik Maurits de La Tour d'Auvergne (1605-1652)). Lannoy mocht zijn Maastrichtse buitenverblijf La Motterie behouden, maar hij keerde er, voor zover bekend, nooit terug.
- Na het Staatse succes van de Maasveldtocht en de inname van Maastricht werden pogingen ondernomen om de noordelijke en zuidelijke Nederlanden te verenigen. Op de Commanderij Nieuwen Biesen van de Duitse Orde vonden in het najaar van 1632 diplomatieke onderhandelingen plaats, waaraan de schilder Peter Paul Rubens als gezant deelnam.[4]

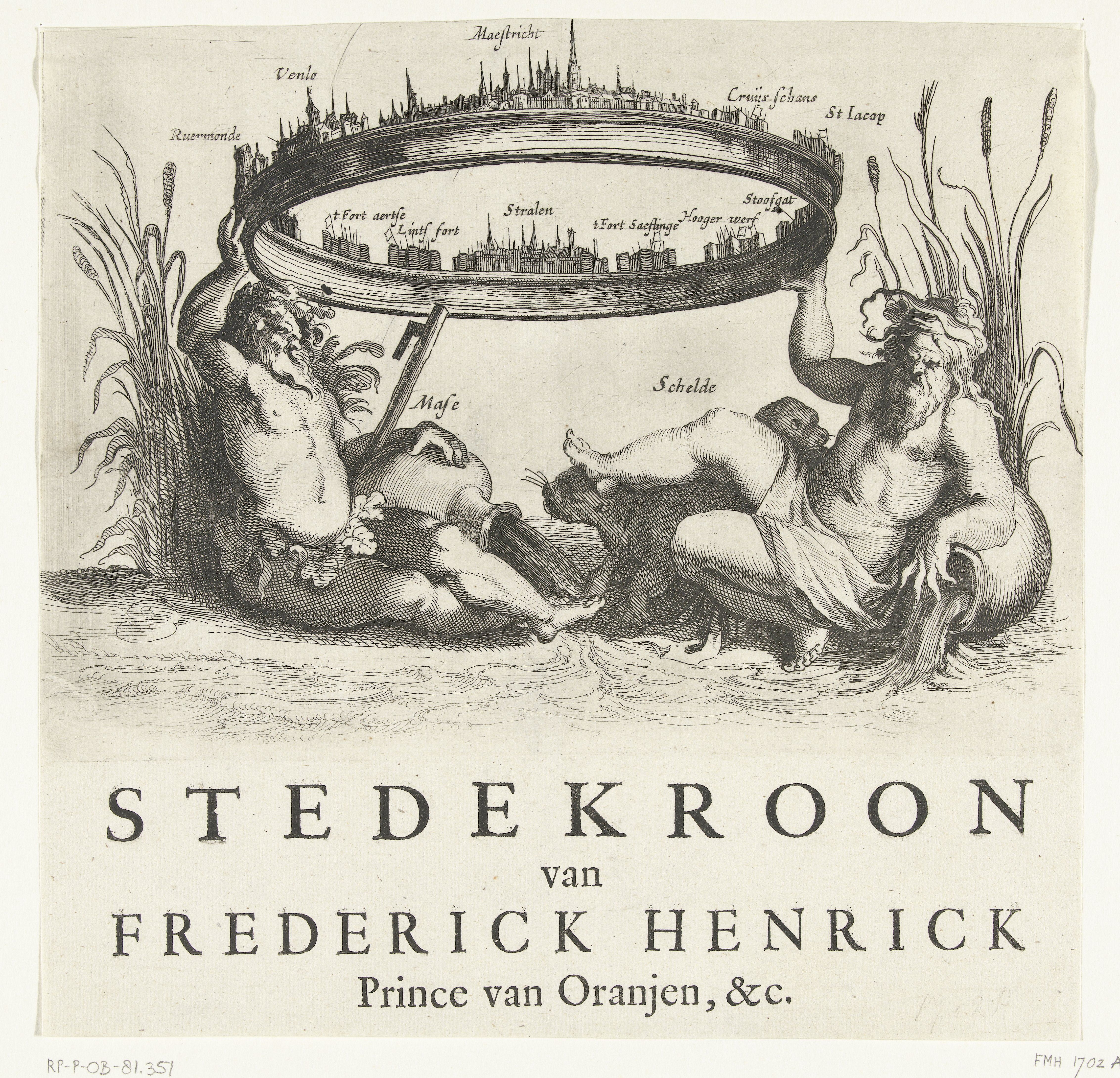
Stedekroon van Frederick Henrick, lofdicht van Vondel, 1632
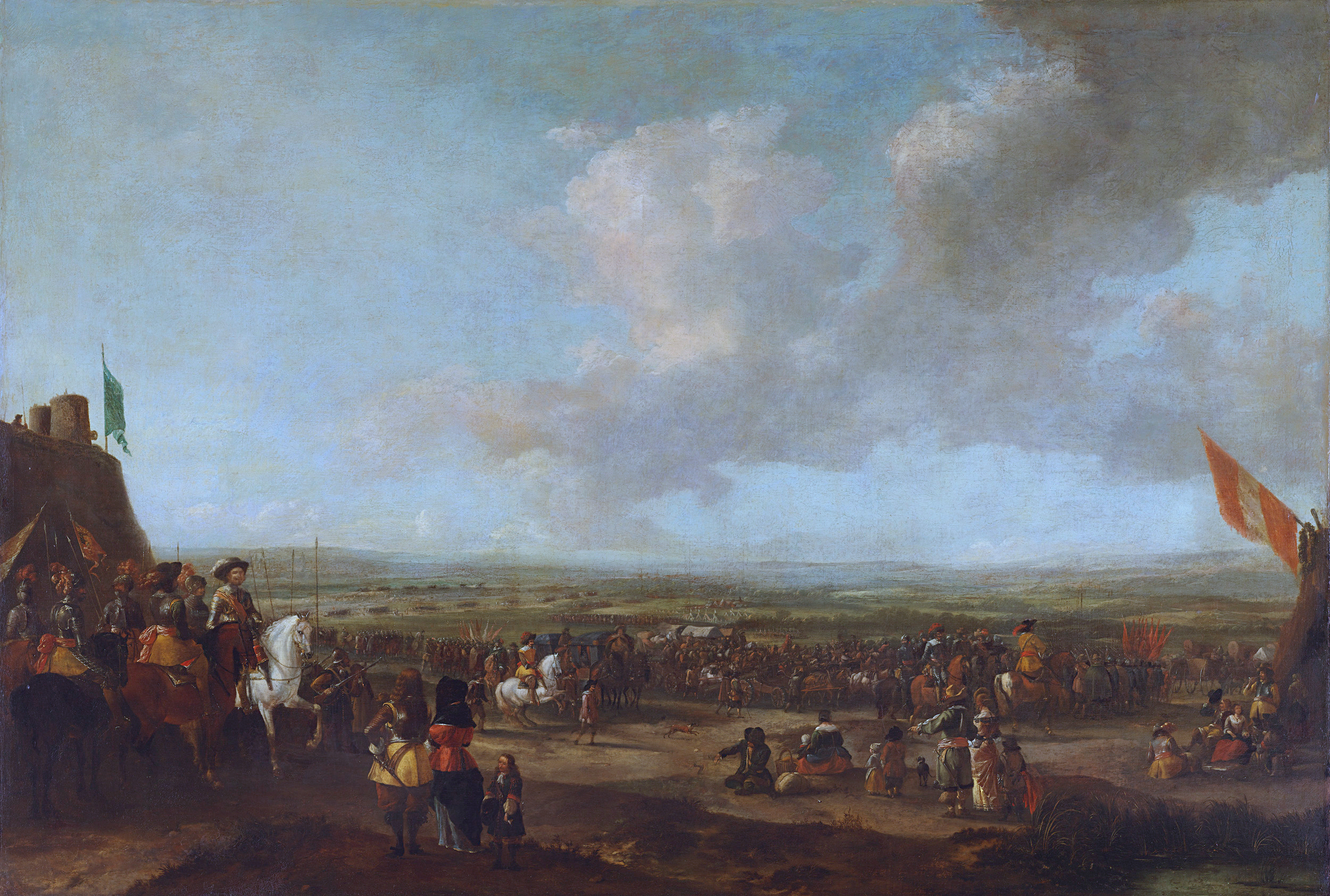
Overgave van Maastricht, Rijksmuseum Amsterdam
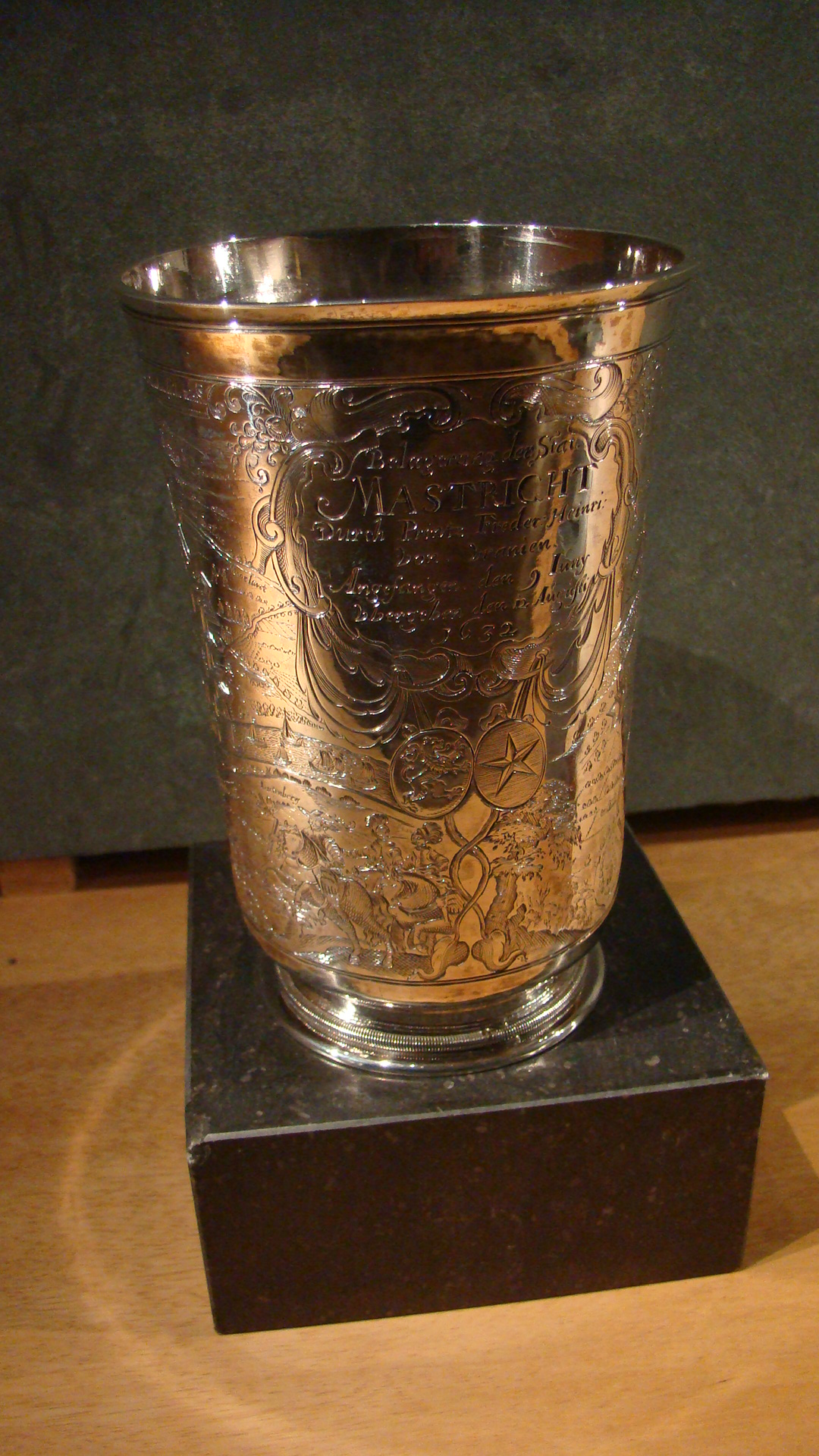
Herinneringsbeker, Fries Museum
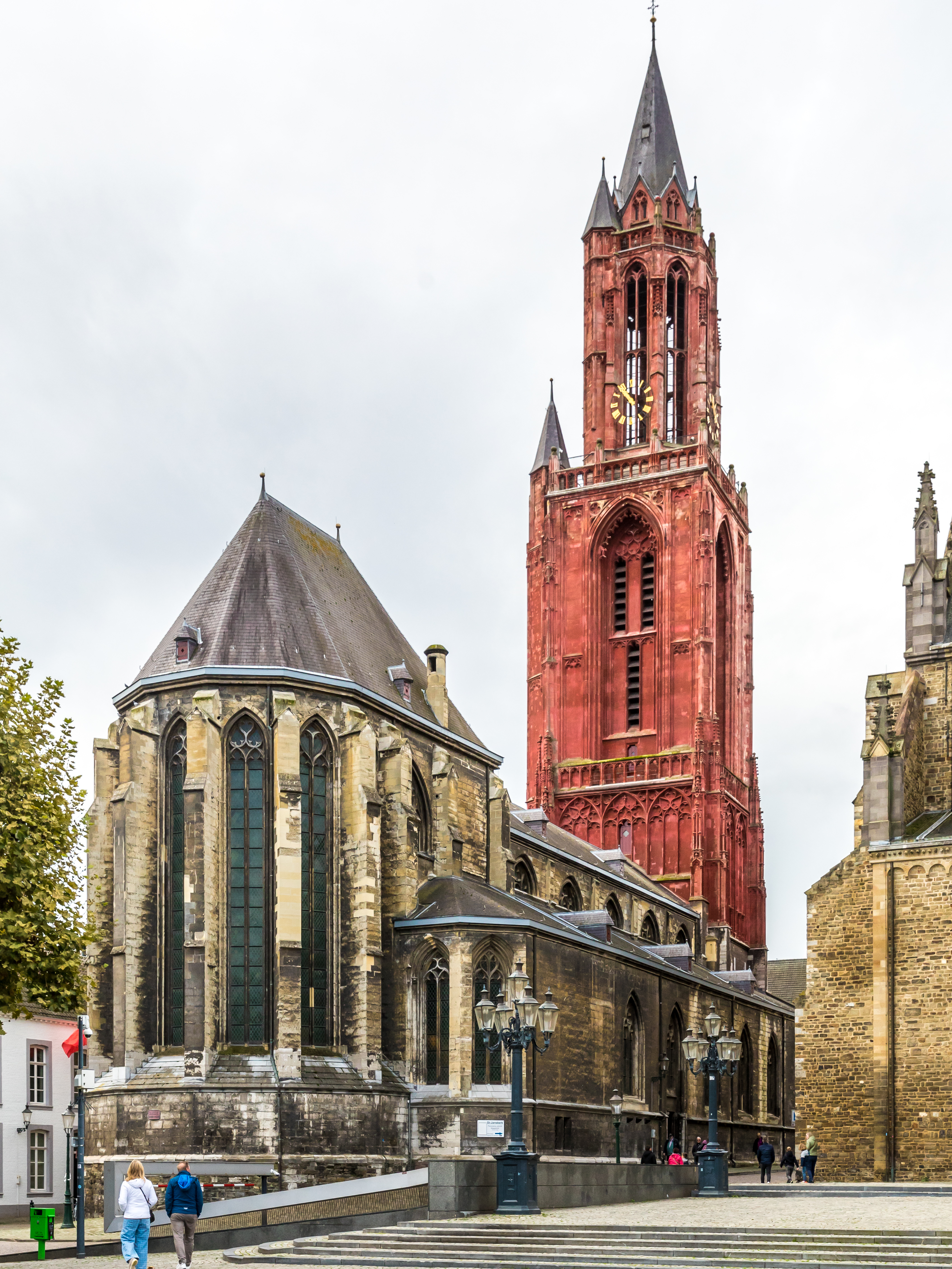
: vanaf 1633 protestants

881: Plundering door Vikingen ·
1204: Luiks-Loons beleg ·
1267: Beleg door Hendrik van Gelre ·
1303: Beleg door Jan & Pieter van Bar ·
1334: Beleg door Adolf van der Mark ·
1407-08: Beleg door Luikenaren ·
1576: Spaanse Furie ·
1579: Beleg door Parma ·
1632: Beleg door Frederik-Hendrik ·
1634: Beleg door De Moncada ·
1638: Verraad van Maastricht ·
1673: Beleg door Lodewijk XIV ·
1676: Beleg door Willem III ·
1747: Slag bij Lafelt ·
1748: Beleg door Maurits van Saksen ·
1793: Beleg door De Miranda ·
1794: Beleg door Kléber ·
1814: Blokkade (6e Coalitieoorlog) ·
1830-33: Blokkade (Belgische Opstand) ·
1940: Bezetting (WO2) ·
1944: Bevrijding (WO2)